# Marcos Rojo
Marcos Rojo (nascut el 20 de març de 1990, a prop de Buenos Aires, a La Plata) és un futbolista professional argentí que juga actualment al Manchester United FC, a Anglaterra. També juga a la selecció absoluta de l'Argentina.

## Clubs
Va debutar l'any 2008 en el partit de la primera divisió argentina Colón - Estudiantes de La Plata, partit que va acabar en empat a 0.
Va estar al club fins al 2010, on amb 20 anys justos va començar la seva aventura al futbol rus, fitxat per l'Spartak de Moscou al desembre de l'any 2010. El valor d'aquesta transferència fou de 2 milions d'euros. L'estada de Marcos al futbol rus va passar sense pena ni glòria i es queda a l'Spartak de Moscou fins que va tenir els 22 anys, edat a la que va ser transferit al futbol portugués.
En arribar a la capital lusitana, va completar dues bones temporades, a l'estiu del 2014, és convocat al Mundial del Brasil 2014 pel seleccionador argentí Alejandro Sabella, un vell conegut d'Estudiantes de La Plata. Allà va fer un bon Mundial, fet que va cridar l'atenció del seu nou club. El seu traspàs a Manchester United FC es va completar per la xifra de 20 milions d'euros més la cessió del futbolista Nani, qui ja va jugar a l'Sporting de Lisboa. Així, es converteix en el quart futbolista argentí que va anar al Manchester United.